# Santiago Riso
Santiago Riso, vollständiger Name Santiago Riso Inthamoussu, (* 29. März 1990 in Montevideo) ist ein uruguayischer ehemaliger Fußballspieler.

## Karriere
Der 1,83 Meter große Defensivakteur Riso stand zu Beginn seiner Karriere in Reihen der Montevideo Wanderers. Von dort wechselte er Anfang September 2010 auf Leihbasis zum Club Atlético Rentistas. Spätestens seit der Apertura 2011 gehörte er wieder dem Kader der Wanderers an und bestritt in jener Halbserie zwei Partien (kein Tor) in der Primera División. In der Apertura 2013 war der Club Atlético Torque sein Arbeitgeber. Beim ebenfalls in Montevideo beheimateten Verein wurde er in dieser Saisoneröffnungsrunde in elf Spielen (kein Tor) der Segunda División eingesetzt. Zum Jahresanfang 2014 verpflichtete ihn Juventud Independiente aus El Salvador. In der Primera Division des mittelamerikanischen Staates lief er in zehn Begegnungen auf. Einen Pflichtspieltreffer erzielte er nicht. In der S
Folgesaison wurde er als Spieler des in der Liga MVD antretenden La Barra FC im uruguayischen Amateurfußball geführt.; weitere Verpflichtungen sind nicht nachzuvollziehen.